# Стригосли
Стригосли (рос. Стригослы) — присілок в Біловському районі Курської області Російської Федерації.
Населення становить 62 особи. Входить до складу муніципального утворення Бобравська сільрада.

## Історія
Населений пункт розташований на території українського етнічного та культурного краю Східна Слобожанщина.
Від 2004 року входить до складу муніципального утворення Бобравська сільрада.

## Населення
| 1862 | 2002 | 2010 |
| ---- | ---- | ---- |
| 229  | ↘134 | ↘62  |